# San Zenone al Lambro
San Zenone al Lambro is een gemeente in de Italiaanse metropolitane stad Milaan (regio Lombardije) en telt 3791 inwoners (31-12-2004). De oppervlakte bedraagt 7,3 km², de bevolkingsdichtheid is 492 inwoners per km². Ze ligt aan de Lambro, een zijrivier van de Po, tegenover Cerro al Lambro.

## Demografie
San Zenone al Lambro telt ongeveer 1358 huishoudens. Het aantal inwoners steeg in de periode 1991-2001 met 25,3% volgens cijfers uit de tienjaarlijkse volkstellingen van ISTAT.
| Jaar | Inwoneraantal |
| ---- | ------------- |
| 1991 | 2751          |
| 2001 | 3446          |

## Geografie
San Zenone al Lambro grenst aan de volgende gemeenten: Vizzolo Predabissi, Tavazzano con Villavesco (LO), Cerro al Lambro, Sordio (LO), Lodi Vecchio (LO), Casaletto Lodigiano (LO), Salerano sul Lambro (LO).